# Carnaubais
Carnaubais é um município brasileiro do estado do Rio Grande do Norte. Sua população estimada, conforme dados do IBGE em 2024, é de 10.010 habitantes. Área territorial de 517.737 km².

## História

### Fundação
Foi Antônio Pereira de Albuquerque o primeiro habitante de uma localidade, onde situava-se uma área com vista ampla, verde e bela, com muitas carnaubeiras ao redor e com boa terra para cultivar. Logo depois chegava Abel Alberto da Fonseca, que iniciou as primeiras construções, se tornando pioneiro na organização urbana da povoação que estava nascendo.
Através da participação de figuras dedicadas a comunidade o povoado começou a se desenvolver, e entre elas destacaram-se o Monsenhor Honório, primeiro vigário, a professora Adalgisa Emídia da Costa, a incentivadora cultural Celina Moura e Olavo Lacerda Montenegro, que lutou pela sua emancipação política.
Em 18 de setembro de 1963, através da Lei nº 2.927, Carnaubais desmembrou-se de Assú. Após onze anos de sua emancipação política enfrentou sua mais terrível batalha, a luta contra a fúria das águas. Em 1974, uma enchente destruiu a cidade e a população ficou desabrigada. Apesar do sofrimento o povo resistiu e com a participação dos Governos Federal, Estadual e Municipal, a cidade foi reconstruída em outro local.